# Bórsav
A bórsav (INN: boric acid) (ortobórsav vagy acidum boricum vagy közönséges bórsav; H3BO3) gyenge sav, melyet először 1702-ben Wilhelm Homberg bóraxból állított elő, és antiszeptikus, rovarirtó tulajdonságai miatt használnak.
A vegyiparban alapanyag. Fehér por, vízben oldódik. Ásványa a szasszolit. Ismerjük még a metabórsavat HBO2 és a pirobórsavat v. helyesebben tetrabórsavat. E savak a bór-trioxid HBO3 és víz vegyületeinek tekintendők.
A VIII. Magyar Gyógyszerkönyvben Acidum boricum    néven hivatalos.  

## Szerkezete
Az ortobórsav színtelen, vízben rosszul oldódó szilárd anyag. Rétegrácsos szerkezetű. A rétegeket hidrogénkötések kapcsolják össze. Ezek a kötések gyengék, a rétegek emiatt egymáson  könnyen elmozdulhatnak. A bórsav valójában nem háromértékű, hanem csak egyértékű savként viselkedik. Ez a tulajdonsága azzal magyarázható, hogy datív kovalens kötést alakíthat ki egy vízmolekulával a bóratomja akceptor jellege miatt. A bórsavhoz kötődő vízmolekulában az oxigén-hidrogén-kötések gyengülnek, így ez a vízmolekula tud protont átadni más vízmolekuláknak:
{\displaystyle \mathrm {B(OH)_{3}+2\ H_{2}O\rightleftharpoons B(OH)_{4}^{-}+H_{3}O^{+}} }
Tehát az ortobórsav vizes oldata BO3−3-ionokat nem tartalmaz.

## Kémiai tulajdonságai
A bórsav hevítés hatására tetrabórsavvá (H2B4O7) alakul. Ez a vegyület nem ismeretes szabad állapotban, sói viszont stabilak. Ez a vegyület további hevítés hatására az üveg olvadékára hasonlító bór-trioxiddá bomlik.
Ha a bórsav hidrogénatomjait alkilcsoportokkal helyettesítjük, a bórsav észterei keletkeznek. Ezek a vegyületek a lángot jellegzetes zöld színűre festik, ezért az analitikában a bór kimutatására használják őket.

## Előfordulása a természetben
A bórsav a természetben megtalálható vulkanikus eredetű gőzökben (Ezek vulkános vidékeken törnek elő a földből). A gőzök lecsapódnak és kis tavakban gyűlnek össze. A bórsav egyes sói a természetben nagyobb mennyiségben találhatók meg, mint maga a bórsav. A legjelentősebb természetben megtalálható sók a colemanit (CaB3O4(OH)3 · H2O), a bórax (Na2B4O7 · 10 H2O), a borokalcit (CaB4O7 · 4 H2O) és a boracit (2 Mg3B8O15 · MgCl2).

## Előállítása
A vegyület előállítható a természetes bórsav bepárlásával is. Főként azonban a természetben előforduló bórásványokból (például bórax, boracit) állítják elő sósavval vagy kénsavval. A bórax reakciója sósavval:
Na2B4O7·10H2O + 2 HCl → 4 B(OH)3 + 2 NaCl + 5 H2O.

## Felhasználása
A bórsavat fertőtlenítő (antiszeptikus) hatása miatt a gyógyászatban alkalmazzák. Felhasználják tűzálló üvegek és zománc készítésére is. Az élelmiszeripar tartósítószerként alkalmazza. Alkalmazzák még pirotechikában is a fémporok passziválására, atomerőművekben neutronelnyelésre. Emellett a mezőgazdaságban lombtrágyázásra, mivel a bór alapvető szerepet játszik a növények tápelem felvételében, a szénhidrátok és egyéb asszimiláták szállításában és felhalmozásában, a gyökér- és szállítószövetek kialakításában, valamint a virág- és termésképzésben.